# Keiji Haino
Keiji Haino (灰野 敬二, Haino Keiji), né le 3 mai 1952 à Chiba au Japon, et habitant actuellement à Tokyo, est un musicien japonais, auteur-compositeur-interprète, qui flirte avec des genres aussi divers que le rock, la musique improvisée, la noise, la percussion solo, le psychédélisme, la musique minimaliste et le drone, ainsi que des reprises. Il est actif depuis les années 1970 et continue toujours d'enregistrer des albums et dans de nouveaux styles musicaux. Les instruments principaux qu'il utilise sont la guitare et le chant. Haino est connu pour ses explorations du son cathartique intense, et une grande partie de son travail porte une singularité particulière, mais son œuvre est si variée que certains de ses albums y sont complètement hors-norme.
Avec Kan Mikami et Toshiaki Ishizuka, ils forment le groupe Vajra.
En 2025, un concert de Haino prévu à la cathédrale Saint-Étienne de Metz est déplacé au centre Pompidou-Metz après une mobilisation de mouvements catholiques traditionalistes, dont Civitas,,.

## Discographie

### Albums solo studio
Ses albums studio ont tous été produits sur le label nippon P.S.F. Records, sauf mention expresse.
- Watashi Dake (traduction anglaise du titre japonais de l'album Only Me), 1981
- Nijiumu, 1990
- Guitar Works, 1994, sur le label Table of the Elements.
- Beginning and end, interwoven , 1994, sur le label Streamline.
- Tenshi No Gijinka (traduction anglaise du titre japonais de l'album Imitator of Angels), 1995, sur le label Tzadik Records.
- I said, This is the son of nihilism, 1995, album ne contenant que la piste I said, This is the son of nihilism (59 minutes et 30 secondes), sur le label Table of the Elements.
- The 21st Century Hard-y Guide-y Man, 1995
- Suite Reverberation, 1995, sur le label Purple Trap.
- Forest of Spirits, 1995, sur le label Purple Trap.
- So, black is myself, 1997, sur le label Alien8 Recordings.
- Keeping on breathing, 1997, sur le label Tokuma Japan Communications.
- Sruthi Box, 1997, album ne contenant que la piste Kuroki inori ha aru kuroki inori ha hontou ni aru hora koko ni (en anglais Black prayer exists, black prayer truly exists, look, here it is) (18 minutes et 49 secondes), sur le label Tokuma Japan Communications.
- The 21st Century Hard-y Guide-y Man : Even Now, Still I Think , 1998, album ne contenant que la piste Even Now, Still I Think (72 minutes et 28 secondes), sur le label Tokuma Japan Communications.
- Abandon all words at a stroke, so that prayer can come spilling out, 2001, sur le label Alien8.
- Mazu wa iro o nakusouka!! (traduction anglaise du titre japonais de l'album First let's remove the color), 2002
- Hikari yami uchitokeaishi kono hibiki (traduction anglaise du titre japonais de l'album Light darkness, suddenly melted together, this vibration), 2003
- Black Blues (soft version), 2004, sur le label Les disques du soleil et de l'acier.
- Black Blues (violent version), 2004, sur le label Les disques du soleil et de l'acier.
- Uchu Ni Karami Tsuite Iru Waga Itami (traduction anglaise du titre japonais de l'album : Twined Around the Universe, My Pain), 2005
- Kono kehai fujirareteru hajimarini (titre anglais officiel : Global Ancient Atmosphere, traduction anglaise du titre japonais de l'album : These signs, a sealed beginning ), 2005
- Yaranai ga dekinai ni natte yuku (traduction anglaise du titre japonais de l'album : Not doing becomes unable to do), 2006
- The 21st Century Hard-y Guide-y Man : Koitsukara usetaitameno hakarigoto), 2008

### Albums solo live
- Itsukushimi (titre anglais : Affection), 1992, sur le label P.S.F. Records.
- Ama No Gawa (titre anglais : Milky Way), 1993, sur le label Mom and Dad Records.
- Execration that accept to acknowledge, 1993, sur le label Forced Exposure.
- A Challenge to Fate, 1995, sur le label Les disques du soleil et de l'acier.
- The Book of "Eternity Set Aflame", 1996, sur le label Forced Exposure.
- Saying I love you, I continue to curse myself, 1996, sur le label Blast First/Disobey.
- "C'est parfait" endoctriné tu tombes la tête la première, n'essayant pas de comprendre quelque chose, si tu te prépares à la décision d'accepter tout, compris/endre en toi-même cela se résoudra, 2003, sur le label Turtles' Dream.
- Koko (titre anglais : Here), 2003, sur le label P.S.F. Records.
- Next Let's Try Changing the Shape , 2004, sur le label Swordfish Records.
- Reveal'd to none as yet - an expedience to utterly vanish consciousness while still alive, 2005, sur le label aRCHIVE/Important Records.
- Un autre chemin vers l'Ultime, 2011, sur le label Prele Records

### Albums avec le groupe Lost Aaraaff
- Sans titre, 1991, sur le label P.S.F. Records.
- Concert from the Genyasai Festival, 1995, sur le label Purple Trap.

### Albums avec le groupe Nijumu
- Era of Sad Wings, 1993, sur le label P.S.F. Records.
- Driftworks (coffret de 4 CD, avec Thomas Köner, Paul Schutze et le duo Pauline Oliveros et Randy Raine-Reusch ; Nijumu réalisa la partie intitulée Live), 1997, sur le label Big Cat.

### Albums avec l'ensembleZeitkratzer
- electronics, 2008, sur le label Zeitkratzer Records.
- Live At Jahrhunderthalle Bochum, 2014, sur le label Zeitkratzer Records.
- Stockhausen : Aus den sieben Tagen, 2016, sur le label Zeitkratzer Records.